# Мысли (Паскаль)
«Мы́сли» (фр. Pensées) (полное название «Мы́сли о рели́гии и други́х предме́тах» фр. Pensées sur la religion et sur quelques autres sujets) — собрание из 912 идей французского учёного и философа Блеза Паскаля, записанных в 1657—1658 годах. По мнению первых издателей, основная его направленность — апологетика христианства и защита его от критики со стороны атеизма.

## Порядок мыслей
«Мысли» — это обобщённое название, данное после смерти Паскаля 912 фрагментам, заготовленным им для издания отдельной книгой. Нет ни одного письменного свидетельства, что Паскаль предполагал назвать эту книгу «Апологетикой христианства», как ему это приписывали позднейшие издатели.
Хотя «Мысли» и представляют собой разрозненные идеи и афоризмы, некоторые из которых даже не окончены, Паскаль всё же планировал расположить их в книге в некотором порядке и даже начал для этого вырезать и склеивать черновые записи, но не завершил задуманное, умерев в 1662 г. Первое издание только для семьи покойного было осуществлено в 1669 г. Позднейшие издатели много спорили о порядке фрагментов и вообще о его необходимости. Первый публичный издатель, потерпев неудачу в их упорядочивании, опубликовал «Мысли» уже в 1670 г. Это издание было неполным и искажало текст Паскаля: для публикации были тенденциозно отобраны те фрагменты, которые наиболее согласовались с религиозной доктриной янсенизма. Имелись в нём и стилистические искажения.
До настоящего времени истинный порядок фрагментов остаётся предметом ожесточённых споров.
Было проведено несколько попыток систематизировать фрагменты: самыми известными из них были издания Леона Бронсвика, Жака Шевалье, Луи Лафюма и Филиппа Селье. Бронсвик в 1904 г. пытался расположить фрагменты по тематике, Лафюма в 1951 г. — согласно описи оригинальных бумаг Паскаля, а последние исследования навели Селье на мысль использовать совершенно иную классификацию, поскольку Паскаль часто изучал одно и то же событие с многих и различных точек зрения. Также заслуживает внимания монументальное Полное собрание сочинений Паскаля 1964—1992 гг., известное как Трёхсотлетнее издание и осуществлённое Жаном Менаром. Несмотря на его название, оно не является полным, но каждый из текстов Паскаля в нём тщательно проверен на предмет датировки, истории создания и критической библиографии.

## Различия в редакциях
Мысли Паскаля в третьей русской редакции 1892 года (первые две редакции — 1843 и 1888 гг.) сгруппированы в 23 статьи. Первые 6 посвящены человеку, его величию и слабости: «Человек велик, сознавая свое жалкое состояние». Человек также определен как «мыслящий тростник». Начиная с 7 статьи Паскаль начинает критиковать атеистов (фр. des Athées). В 8 статье излагается знаменитое «пари Паскаля»: «Взвесим выигрыш и проигрыш, ставя на то, что Бог есть». В 9 статье (В издании 1670 года это вторая статья) он размышляет о религии, противопоставляя язычество и христианство. В отличие от первой, у второй есть не только внешняя (обрядовая), но и внутренняя (моральная) сторона. В 10 статье он задумывается над первородным грехом (le péché originel), который задает двойственность человека (невинность и растленность). В 11-12 статьях Паскаль предлагает не возвышать и не принижать разум (la raison). 13-14, 19 статьи посвящены евреям и Ветхому Завету («имя иудеев будет оставлено для проклятия», пишет Паскаль). 15-17, 20, 23 статьи посвящены Иисусу Христу. В 22 статье Паскаль замечает, что Бог открывается не в разуме, а в любви («Бог ощутителен для сердца, а не для разума»).
«Мысли» Паскаля в русской редакции 1892 года по числу и порядку отличаются от оригинальной редакции 1670 года. Так, изначальная первая статья (Contre l’Indifférence des Athées) соответствовала 7-й в русской редакции; вторая (Marques de la véritable Religion) — 9-й; пятая — 11-й; восьмая — 12-й. Лишь 19 статья совпадала в обоих редакциях. А вот двадцать первая статья оригинальной редакции соответствует 6-й; двадцать третья (Grandeur de l’homme) — 2-й; двадцать четвертая — 4-й; двадцать седьмая — 21-й.
«Мысли» в советском издании в серии «Библиотека всемирной литературы» расположены согласно французскому изданию Дегранжей 1964 года (редакция Бронсвика).
Таким образом, вопрос о порядке мыслей полностью оставался на усмотрение издателя. Мысли можно скомпоновать в любом порядке, отвечающем интересам заказчика издания.